# مضمو الخبية (الضليعة)
'

تعديل مصدري - تعديل

مضمو الخبية هي إحدى قرى عزلة الضليعة بمديرية الضليعة التابعة لمحافظة حضرموت، بلغ تعداد سكانها 6 نسمة حسب تعداد اليمن لعام 2004.